# Ciclismo nos Jogos Pan-Americanos de 1983
As competições de ciclismo nos Jogos Pan-Americanos de 1983 foram realizadas em Caracas, Venezuela. Esta foi a nona edição do esporte nos Jogos Pan-Americanos, tendo sido disputada apenas por homens.

## Masculino

### Corrida individual 1.000 m (Pista)
| POSIÇÃO | CICLISTA             |
| ------- | -------------------- |
|         | Nelson Vails (USA)   |
|         | Les Barczewski (USA) |
|         | José Urquijo (CHI)   |

### Contra o relógio individual 1.000 m (Pista)
| POSIÇÃO | CICLISTA                |
| ------- | ----------------------- |
|         | Rory O'Reilly (USA)     |
|         | Marcelo Alexandre (ARG) |
|         | David Weller (JAM)      |

### Corrida de pontos de 50 km (Pista)
| POSIÇÃO | CICLISTA             |
| ------- | -------------------- |
|         | John Beckman (USA)   |
|         | Juan Curuchet (ARG)  |
|         | Peter Aldridge (JAM) |

### Perseguição individual de 4.000 m (Pista)
| POSIÇÃO | CICLISTA               |
| ------- | ---------------------- |
|         | David Grylls (USA)     |
|         | José Ruiz (VEN)        |
|         | Gabriel Curuchet (ARG) |

### Perseguição por equipes de 4.000 m (Pista)
| POSIÇÃO | CICLISTA       |
| ------- | -------------- |
|         | Estados Unidos |
|         | Cuba           |
|         | Brasil         |

### Corrida individual (Estrada)
| POSIÇÃO | CICLISTA                 |
| ------- | ------------------------ |
|         | Luis Rosendo Ramos (MEX) |
|         | Carlos Jaramillo (COL)   |
|         | Gustavo Parra (VEN)      |

### Contra o relógio por equipes (Estrada)
| POSIÇÃO | CICLISTA       |
| ------- | -------------- |
|         | Estados Unidos |
|         | Cuba           |
|         | Venezuela      |

## Quadro de medalhas
| Ordem | País               | Medalha de ouro | Medalha de prata | Medalha de bronze |    |
| ----- | ------------------ | --------------- | ---------------- | ----------------- | -- |
| 1     | USA Estados Unidos | 6               | 1                |                   | 7  |
| 2     | MEX México         | 1               |                  |                   | 1  |
| 3     | ARG Argentina      |                 | 2                | 1                 | 3  |
| 4     | CUB Cuba           |                 | 2                |                   | 2  |
| 5     | VEN Venezuela      |                 | 1                | 2                 | 3  |
| 6     | COL Colômbia       |                 | 1                |                   | 1  |
| 7     | JAM Jamaica        |                 |                  | 2                 | 2  |
| 8     | BRA Brasil         |                 |                  | 1                 | 1  |
|       | CHI Chile          |                 |                  | 1                 | 1  |
| TOTAL | TOTAL              | 7               | 7                | 7                 | 21 |

## Ligação externa
- Jogos Pan-Americanos de 1983